# Blechbüchsenarmee

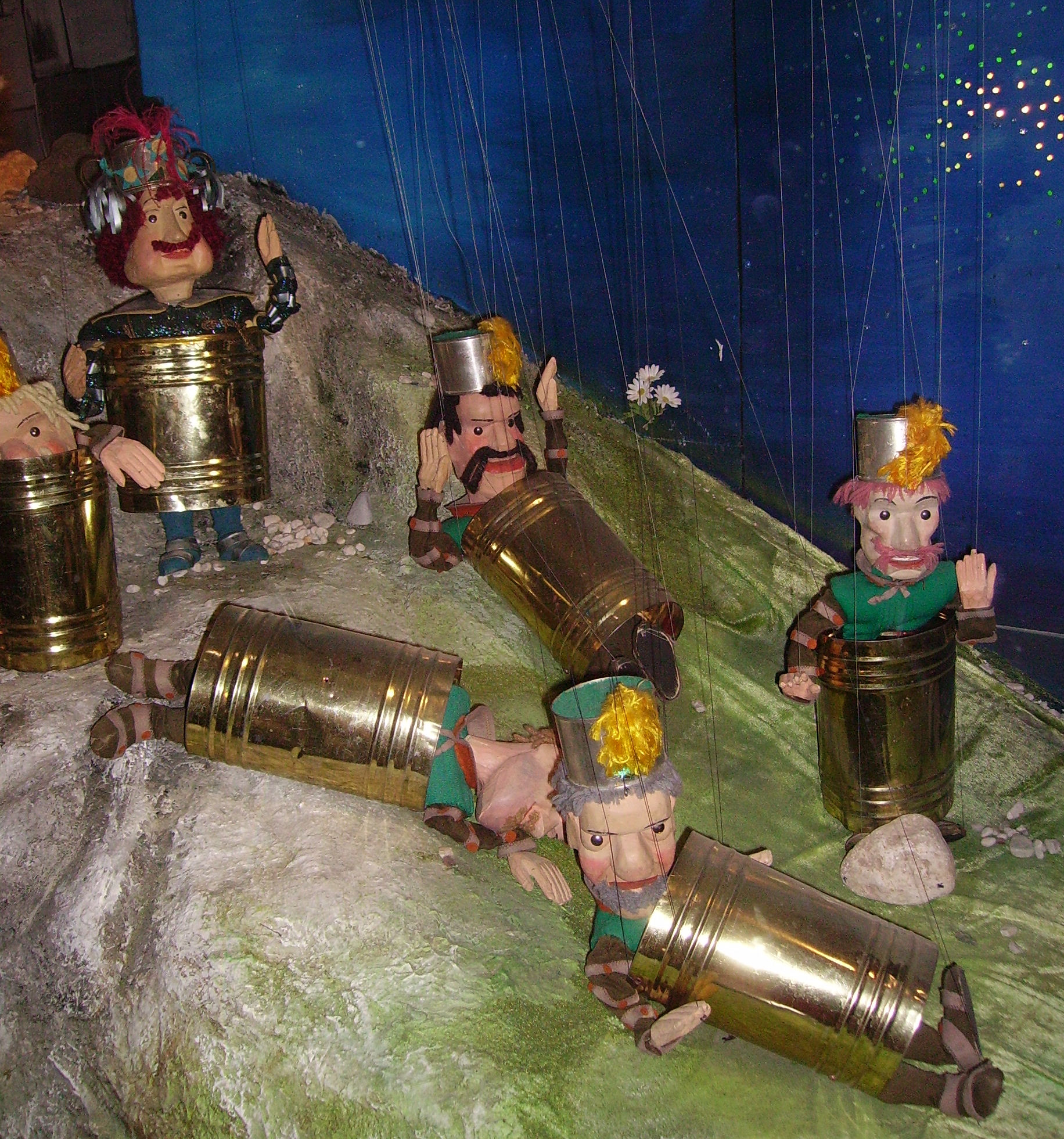
Marionetten der Blechbüchsenarmee

Die Blechbüchsenarmee ist eine Marionetten-Armee, deren Soldaten durch Blechbüchsen gepanzert sind. Es sind Figuren der Augsburger Puppenkiste – des 1948 von Walter Oehmichen gegründeten Marionettentheaters –, die in den Fernsehproduktionen Gut gebrüllt, Löwe und Don Blech und der goldene Junker auftreten. Ihr Erfinder ist der Autor Max Kruse, ihr General Don Blech.
Dem Prinzip einer schnellen Eingreiftruppe folgend eilt die Blechbüchsenarmee häufig in raschem Tempo zu ihren Kampfeinsätzen, indem sie sich dabei rollend und mit entsprechenden scheppernden Geräuschen einen Abhang hinunterrollt. Besonders effektreich ist dabei das Kommando „(Blech-)Büchse(n), roll, roll“, dessen kritiklose schnelle Ausführung den Befehlsempfang im Kampfeinsatz eines Soldatenlebens karikiert. Außerdem wird in schlichten Reimen – wie in dem Endreim da auf ra in „Hurra! Feind ist da!“ – die Soldatensprache parodiert.